# علامت طنز
علامت طنز (به انگلیسی: irony punctuation) نوعی علامت نگارشی است که برای مشخص کردن طنز یا طعنه در متن به کار می‌رود. هنوز علامت استاندارد پذیرفته‌شده‌ای دست‌کم در زبان‌های فارسی و انگلیسی برای آن مشخص نشده است، ولی در زبان انگلیسی، علائمی شبیه به قرینهٔ علامت سؤال از مدت‌ها پیش برای آن به کار رفته است. از آنجا که علامت سؤال در فارسی و عربی برعکس انگلیسی است، علامت طنز در زبان انگلیسی (⸮) خیلی شبیه علامت سؤال در زبان فارسی (؟) است ولی نباید با آن اشتباه گرفته شود. 
منظور از علامت طنز آن است که از اولین معنایی که از خواندن متن به ذهن می‌رسد باید عبور کرد و معنای ثانویهٔ آن را در نظر گرفت.